# Crémone
Pour les articles homonymes, voir Cremona.
Pour l'élément de serrurerie, voir Serrure à crémone.
Crémone (Cremona en italien, Cremùna en lombard crémonais) est une ville italienne d'environ 72 100 habitants, chef-lieu de la province du même nom en Lombardie, dans la région de la plaine du Pô, dans le nord de l'Italie.

## Géographie
La ville est située à proximité du Pô, sur sa rive gauche. À vol d'oiseau, elle se trouve à 75 km au sud-est de Milan, 25 km au nord-est de Plaisance, 44 km au nord-ouest de Parme, 60 km à l'ouest de Mantoue et 48 km au sud de Brescia.
Elle est desservie par l'autoroute A21 et par les routes nationales SP10 et SP45.

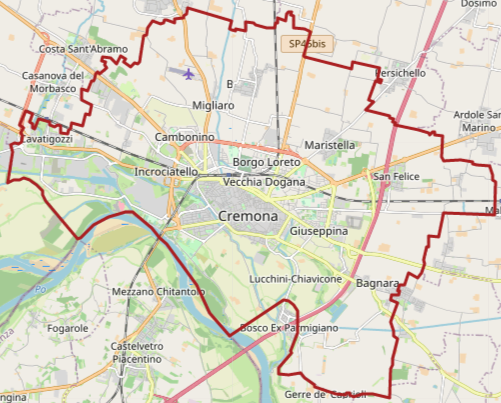
Carte OpenStreetMap.
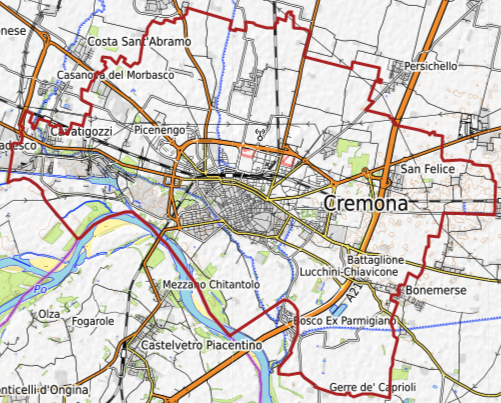
Carte topographique.
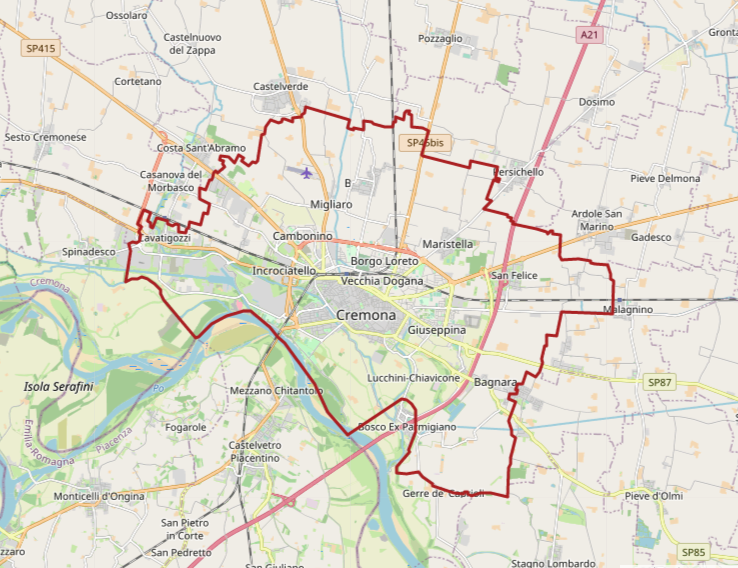
Avec les communes environnantes.

## Climat
Bien dans les terres, en plein milieu de la plaine du Pô, Crémone est sujette à un climat semi-continental. Les hivers sont longs, modérément froids, couverts et brumeux tandis que les étés sont chauds et humides. Les printemps et automnes sont également brumeux. En hiver, les chutes de neige ne sont pas rares, mais toutefois elles ne tiennent pas longtemps au sol.

## Histoire
- Fortifiée par les Romains en 218 av. J.-C., Crémone faisait partie de la 10e région romaine,
- En 1093, la ville de Crémone rejoignit l'alliance de Mathilde de Toscane contre le Saint-Empire romain germanique,
- En 1214, la ville est prise par Frédéric II du Saint-Empire.
- En 1509 : comté de Crémone

En 1733, pendant la guerre de Succession de Pologne, les troupes Françaises sous les ordres du marquis de Contades, mettent le siège du château de Crémone, qui se rend le jour même de l'ouverture de la tranchée.

## Économie
La ville, qui est la patrie de Andrea Amati, de Pietro Guarneri et d'Antonio Stradivari, a conservé sa tradition luthière.

## Culture
- Bibliothèque statale et Libreria civica, rue Ugolino Dati, 4[2].

- Teatro Ponchielli

### Gastronomie

#### Lamostardade Crémone
La mostarda, également appelée mostarda di frutta, est une garniture italienne de fruits confits aromatisés au sirop préparée à l'huile essentielle de moutarde (senape en italien).
La mostarda est un des accompagnements du bollito misto, plat de différentes viandes cuites dans un bouillon de légumes.
De nos jours, on sert la mostarda volontiers avec du fromage.

## Monuments et patrimoine
La cathédrale de Crémone, son Torrazzo et le baptistère attenant constituent un des ensembles les plus emblématiques de la transition romane - gothique en Italie du Nord ; Ils entourent la piazza del Comune avec, en face, le palazzo comunale et la Loggia dei Militi.
De nombreux musées sont présents dans cette ville, notamment le Museo Civico Ala Ponzone, conservant un Caravage (Saint François en méditation sur le crucifix) et un Arcimboldo (l'Ortolano), et le Museo del violino qui expose des violons conçus par la famille Amati, mais aussi des Guarneri et des Stradivarius, témoignages de l'âge d'or de la musique dans cette ville au XVIe siècle.
La ville conserve des vestiges de l'ancien château Sainte-Croix qui fut construit en 1370 et abattu en 1784 et a un palais, le palais Stanga-Rossi-di-San-Secondo, construit au XVe et rénové au XIXe siècle dans un style néo-baroque.
La désignation « serrure à crémone », accessoire de la fenêtre, vient du nom de la ville.

## Églises
- Cathédrale Notre-Dame-de-l’Assomption
- Église Sant'Agostino
- Basilica di San Michele Vetere
- Chiesa di Cristo Re
- Chiesa di Santa Maria Maddalena
- Chiesa di Santa Rita
- Chiesa dei Santi Apollinare e Ilario
- Chiesa dei Santi Omobono ed Egidio
- Chiesa di Sant'Abbondio
- Chiesa di San Bernardo
- Chiesa di San Francesco d'Assisi
- Chiesa di San Giorgio martire in San Pietro al Po
- Chiesa di San Luca dei Padri Barnabiti
- Monastero di San Sigismondo
- Cappella di Seminario Vescovile
- Chiesa di San Carlo
- Chiesa dei Santi Marcellino e Pietro
- Chiesa di San Facio
- Chiesa di Sant'imerio

## Administration
| Période                                  | Période  | Identité            | Étiquette                           | Qualité |
| ---------------------------------------- | -------- | ------------------- | ----------------------------------- | ------- |
| 1970                                     | 1980     | Emilio Zanoni       | PSI                                 |         |
| 1980                                     | 1990     | Renzo Zaffanella    | PSI                                 |         |
| 1990                                     | 1995     | Alfeo Garini        | DC                                  |         |
| 1995                                     | 2004     | Paolo Bodini        | PDS (1995-1998) puis DS (1998-2004) |         |
| 2004                                     | 2009     | Gian Carlo Corada   | DS (2004-2007) puis PD (2007-2009)  |         |
| 2009                                     | 2014     | Oreste Perri        | PDL                                 |         |
| 2014                                     | En cours | Gianluca Galimberti | PD-SEL                              |         |
| Les données manquantes sont à compléter. |          |                     |                                     |         |

### Communes limitrophes
Bonemerse, Castelverde, Castelvetro Piacentino (PC), Gadesco-Pieve Delmona, Gerre de' Caprioli, Malagnino, Monticelli d'Ongina (PC), Persico Dosimo, Sesto ed Uniti, Spinadesco, Stagno Lombardo

## Sport
La ville organise chaque année en mai un tournoi de tennis sur dur du circuit ATP Challenger Tour.
Il existe une équipe de football, l’U.S.C, qui évolue en série B. L’union sportive de Crémone a été créée en 1903.

## Personnalités liées à Crémone
- Gérard de Crémone, né v. 1114, écrivain et traducteur de l'arabe et du latin, il a permis de sauver des trésors scientifiques antiques
- Homobon de Crémone, saint patron de la ville
- Les nombreux peintres crémonais comme Pietro Malombra et Galeazzo Campi et ses fils : Giulio Campi, Antonio Campi et Vincenzo Campi. Altobello Melone
- Giovanni Paolo Nazari, né en 1556, théologien dominicain et diplomate
- Claudio Monteverdi, né en 1567, compositeur
- Gaspare Aselli, né v. 1581, chirurgien
- Sofonisba Anguissola (1532-1625), femme-peintre de la Renaissance de renommée mondiale
- Pierre-Francisque Caroubel (1556-1611), violoniste et compositeur, actif à Paris et en Allemagne.
- Paolo Arese (1574–1644), évêque et écrivain
- Antonio Stradivari dit Stradivarius, né en 1644, luthier
- Pietro Giovanni Guarneri, né en 1655, luthier
- Giuseppe Giovanni Guarneri, né en 1666, luthier
- Pietro Guarneri, né en 1695, luthier
- Guarneri del Gesù, né en 1698, luthier
- Giovanni Francesco Fromond (1739-1785), physicien né et décédé à Crémone
- Giuseppe Sigismondo Ala Ponzone, né en 1761, entomologiste
- Giovanni Beltrami (1770-1854), artiste né et mort à Crémone
- Amilcare Ponchielli, né en 1834, compositeur
- Eugenio Beltrami (1835-1900), mathématicien et physicien.
- Federico Caudana (it), (1878-1963), musicien, organiste titulaire et maître de chapelle de la cathédrale de Crémone de 1907 à 1963
- Primo Mazzolari, prêtre, partisan et écrivain (1890-1959)
- Mina, née en 1940, chanteuse
- Ugo Tognazzi (1922-1990), acteur
- Gianluca Vialli, né en 1964, joueur international de football
- Marco Ruggeri, né en 1969, organiste et professeur de musique classique
- Luca Tencati, né en 1979, joueur international de volley-ball
- Pier Luigi Corbari, né en 1946, personnalité du sport automobile, en particulier de la Formule 1
- Gianluca Vialli (1964-2023), footballeur italien
- Chiara Ferragni, née en 1987, blogueuse et styliste.

Vues de Crémone.
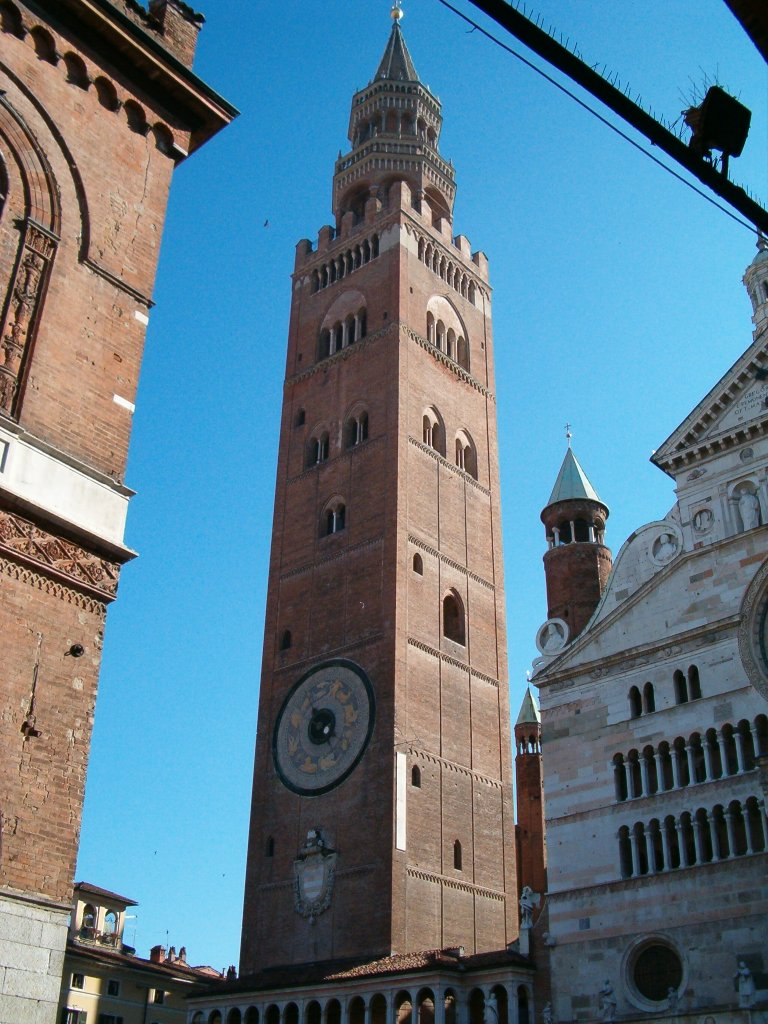
Campanile de la cathédrale (Il Torrazzo).
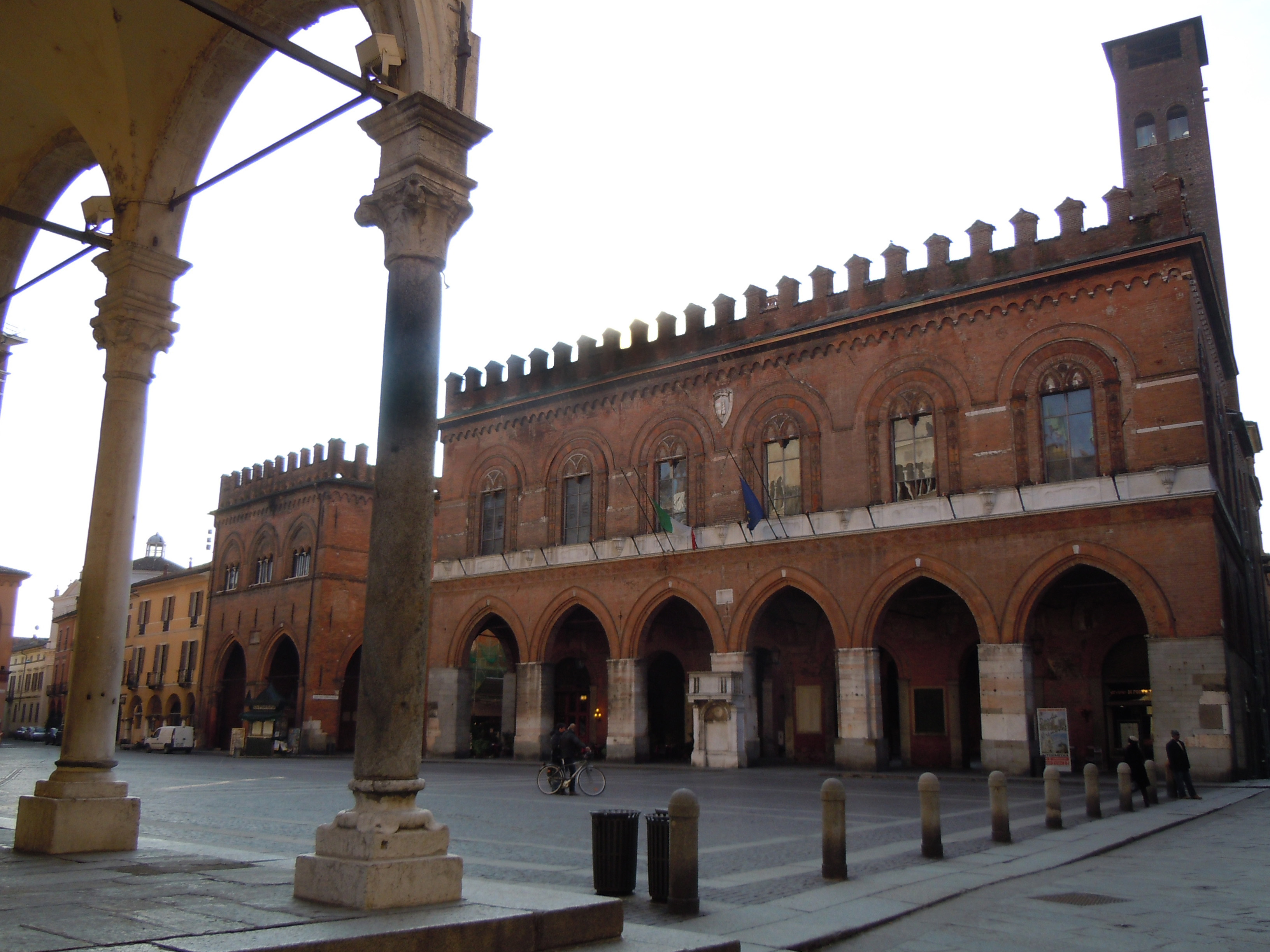
Hôtel de ville (Palazzo comunale).
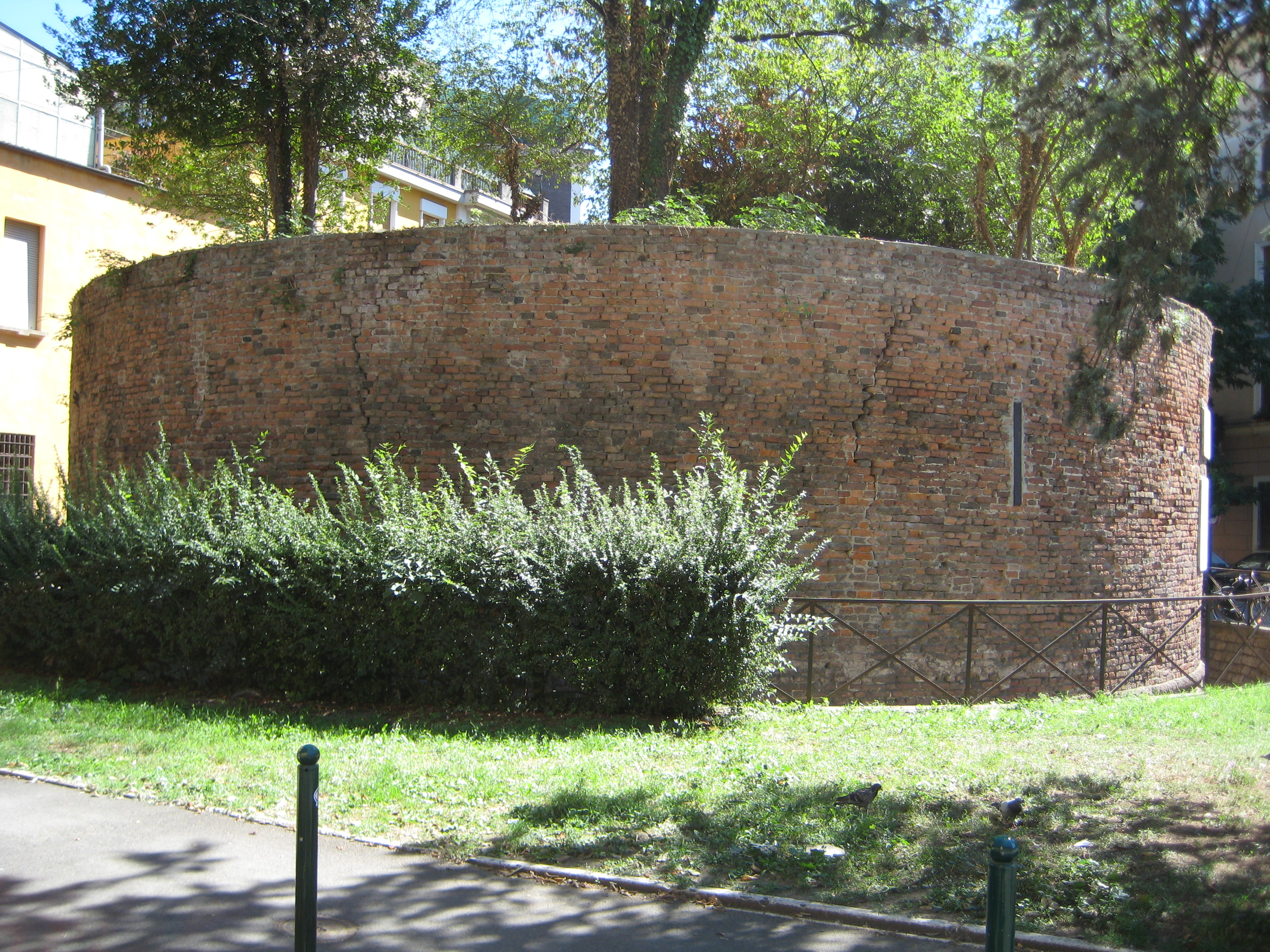
Vestiges du château Sainte-Croix.
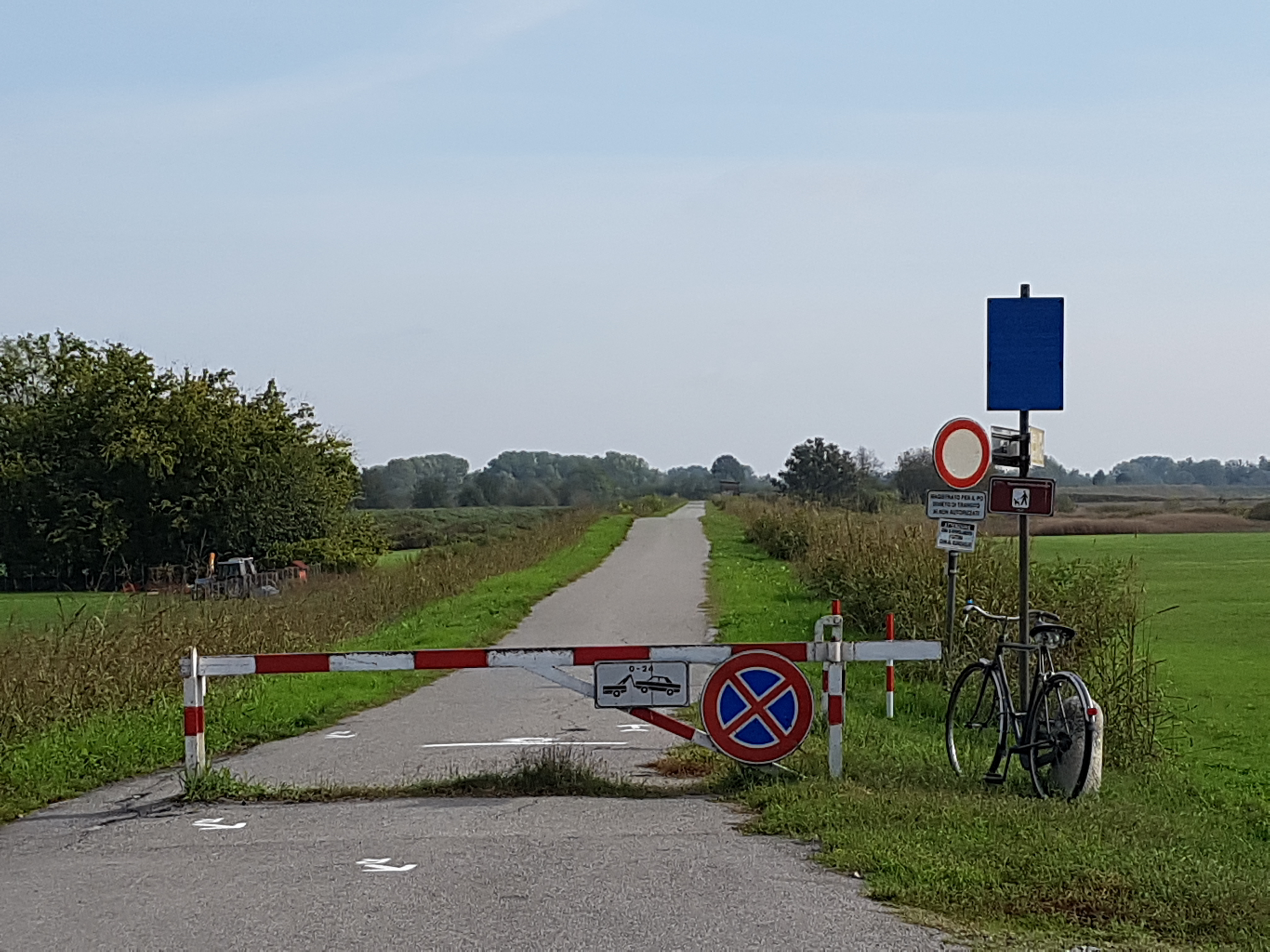
La piste cyclable Golena del Po, Via del Sale.

## Évocations dans les arts
De nombreuses fictions évoquent Crémone en tant que ville de luthiers. 
En 1816, le romancier et musicien allemand Ernst T.A. Hoffmann consacre à ce sujet un conte fantastique, Le Violon de Crémone (Der Cremones Violine), parfois titré Le Conseiller Crespel (Rat Crespel). Le roman historique Les Violons du roi de Jean Diwo, paru en 1992, relate l'histoire des luthiers de Crémone, dont celle d'Antonio Stradivari au XVIIe siècle. 
Au cinéma, ce thème apparaît dans le film Le Violon rouge de François Girard, sorti en 1998, et dont l'histoire est bâtie autour d'un violon fabriqué à Crémone et dont on suit les propriétaires successifs. Dans le film Rocco et ses frères (Rocco e i suoi fratelli, 1960), le personnage joué par Annie Girardot est natif de la ville. Dans le film d'animation japonais Si tu tends l'oreille (耳をすませば, 1995) de Yoshifumi Kondo, l'un des principaux personnages, Seiji Amasawa, veut devenir luthier et s'absente pendant une partie de l'intrigue pour suivre un stage d'apprenti à Crémone. 
Une brève partie de l'intrigue du roman de Douglas Preston et Lincoln Child intitulé Le Violon du diable (Brimstone, 2004) se déroule à Crémone, où les protagonistes sont à la recherche d'informations sur un violon perdu de Stradivari. Enfin, Confiteor (Jo confesso, 2011), roman de Jaume Cabré, évoque l’histoire de Stradivari à Crémone. On remarque également que plusieurs scènes de Call me by your name, de Luca Guadagnino, ont lieu dans la ville.